# Roy Cortina
Robert Vincent Cortina (Nueva York, 14 de marzo de 1964), más conocido como Roy Cortina, es un político argentino, perteneciente al Partido Socialista con actuación en la ciudad de Buenos Aires. Se ha desempeñado como legislador en la Legislatura Porteña en el cargo de tercer vicepresidente. Fue diputado nacional desde 2007 hasta 2015. El Partido Socialista de la Ciudad de Buenos Aires, que preside desde 2007, ha mantenido una política de alianzas electorales con la Unión Cívica Radical, que en 2019 se ha ampliado a PRO y la Coalición Cívica ARI.

## Biografía
Cortina nació en 1964 en los Estados Unidos, donde su familia se encontraba a raíz que su padre estaba empleado como marino mercante en ese país. El mismo año de su nacimiento, su padre falleció y su madre se radicó en Mar del Plata, donde realizó los estudios primarios. En 1978 se mudaron a Buenos Aires, donde comenzó a militar en el Partido Socialista Popular cuando era estudiante secundario, durante la dictadura militar de ese entonces.
Estudió en la Facultad de Ciencias Económicas de la Universidad de Buenos Aires sin graduarse. Allí fundó la agrupación estudiantil reformista «Manuel Belgrano» del Movimiento Nacional Reformista (MNR), brazo universitario del Partido Socialista Popular que llegó a ganar el centro de estudiantes, en la década de 1990 gracias a una alianza con Franja Morada. Así Cortina fue nombrado secretario de Extensión Universitaria y en dicha función fundó el Centro Cultural "Ernesto Sábato".
Luego de que la Ciudad de Buenos Aires obtuviera su autonomía como consecuencia de la reforma constitucional de 1994, Cortina resultó elegido en 1996 convencional constituyente por el Partido Socialista Popular, integrando el cuerpo que dictó la Constitución de la Ciudad de Buenos Aires ese año.
En el año 2000, fue elegido legislador de la Ciudad de Buenos Aires por el Partido Socialista Popular. En 2003, al año siguiente de la reunificación del Partido Socialista, Cortina resultó reelegido legislador de la Ciudad de Buenos Aires por ese partido político, integrando la alianza triunfante que sostuvo la candidatura de Aníbal Ibarra, para Jefe de Gobierno de la Ciudad Autónoma de Buenos Aires. Como legislador se desempeñó como presidente del bloque socialista y enfocó su acción hacia cuestiones como los problemas laborales de los jóvenes y las formas gestión democrática, como el presupuesto participativo y la descentralización, resultando elegido presidente de la Comisión de Descentralización y Participación Ciudadana, desde donde impulsó la redacción de manera participativa y consensuada de la Ley de Comunas que finalmente terminó siendo sancionada en 2005 como Ley 1777.
En 2006 fue designado por el Jefe de Gobierno de la Ciudad de Buenos Aires, Jorge Telerman, como Ministro de Gestión Pública, desde donde inició el proceso de transición hacia la conformación de las comunas.
En las elecciones del 28 de octubre de 2007, Cortina encabezó la lista de diputados nacionales que el Partido Socialista presentó de manera independiente en la Ciudad de Buenos Aires, que resultó segunda en la ciudad, obteniendo 255.805 votos (13,98%), resultando así elegido diputado nacional. En su gestión legislativa fue elegido por sus pares presidente de la Comisión de Cooperativismo y a fines de 2009 presidente de la Comisión de Cultura. Ha presentado proyectos de ley sobre diversos temas: ecología, transportes y cuestiones de género, medios de comunicación, entre otros. Desde la presidencia de la Comisión de Cultura impulsó la sanción participativa de una nueva ley federal de cultura.
En las elecciones legislativas de 2011 logró la reelección como diputado nacional ocupando el segundo lugar en la lista de candidatos del Frente Amplio Progresista en la Ciudad de Buenos Aires.
Para las elecciones de 2013 fue uno de los principales impulsores de la alianza electoral UNEN entre la Unión Cívica Radical, el Partido Socialista, Proyecto Sur, la Coalición Cívica y otros partidos menores. Se desempeñó como jefe de campaña de la lista ganadora de UNEN en las elecciones primarias, denominada Coalición Sur y que proponía a Fernando Pino Solanas como candidato a senador y a Elisa Lilita Carrió como candidata a diputada nacional. Posteriormente actuó también como jefe de campaña de UNEN y candidato a senador suplente en las elecciones de octubre de 2013.

## Cargos desempeñados
- 1996: Convencional Constituyente de la Ciudad de Buenos Aires.
- 1998: Fundador del Centro Cultural “Ernesto Sábato” de la Facultad de Ciencias Económicas de la UBA.
- 1998-2000: Secretario de Extensión Universitaria de la Facultad de Ciencias Económicas de la UBA.
- 2000-2003: Elegido legislador porteño por el Partido Socialista.
- 2006: Elegido Presidente del Partido Socialista de la Ciudad de Buenos Aires.
- 2003-2005: Reelegido legislador porteño por el Partido Socialista. En ambos períodos se desempeñó como presidente del Bloque del Partido Socialista en la Legislatura de la Ciudad de Buenos Aires. Se desempeñó también como presidente de la Comisión de Descentralización y Participación Ciudadana.
- 2006-2007: Ministro de Gestión Pública de la Ciudad de Buenos Aires en abril de 2006.
- 2007-2011: Diputado Nacional por la Ciudad de Buenos Aires, representando al Partido Socialista, con mandato hasta el 10 de diciembre de 2011. Presidente, de manera sucesiva, de las comisiones de Cooperativismo y Cultura.
- 2011-2015: Diputado Nacional por la Ciudad de Buenos Aires, representando al Partido Socialista, con mandato hasta el 10 de diciembre de 2015. Presidente de la Comisión de Cultura hasta marzo de 2014. Presidente de la Comisión de PyMes para el mandato 2014-2015.
- 2015-2019: Legislador de la Ciudad de Buenos Aires, representando al Partido Socialista, con mandato hasta el 10 de diciembre de 2019. Vicepresidente Tercero de la Legislatura de la Ciudad de Buenos Aires
- 2024 - .Subsecretario de Políticas Culturales del Gobierno de la Ciudad de Buenos Aires (Jefe de Gobierno: Jorge Macri)